# UB-82号潜艇
陛下之UB-82号艇是德意志帝国海军于第一次世界大战期间建造的其中一艘UB-III型近岸潜艇或称U艇。它由不来梅的威悉船厂承建，于1917年9月1日新船下水，至同年10月2日交付使用。其全长55.85米，水面及水下排水量分别为516吨和647吨，艇载武器则包括五具500毫米鱼雷发射管以及一门88毫米口径甲板炮。UB-82号入役后即被部署至北海战区的第五区舰队，并参与了大西洋潜艇战。但在三次巡逻期间，未能取得任何战功。1918年4月17日，UB-82号在爱尔兰海遭两艘英国武装拖网船投掷的深水炸弹击沉，艇内36名官兵全数阵亡。

## 设计
UB-82号是不来梅威悉船厂承建的UB-III型第二批次（UB-80至UB-87号）的三号艇，由德意志帝国海军潜艇监察局于1916年9月23日向订购、1917年1月10日动工，至同年9月1日下水。其全长55.85米，舷宽5.80米。艇体采用双壳体结构，水面及水下排水量分别为516吨和647吨，浮起时的吃水深度为3.72米。由于无需像UC-II型艇那样提供水雷布设装置，设计工程师对潜艇舷弧进行了优化，增大了司令塔体积，配备两具潜望镜，司令塔与控制室之间增加一道水密舱壁。这些改进显著提高了潜艇的水下机动性和生存力。为了达到更高的航速，UB-82号采用两台戴姆勒六缸四冲程530匹公制馬力（390千瓦特）柴油机用于水面运行，以及两台394匹公制馬力（290千瓦特）的布朗-博韦里电动发电机用于水下航行；水面最高航速13.4節（24.8每小時），水下7.5節（13.9每小時）；能够在水面以6節（11每小時）航速续航8,180海里（15,150），或以4節（7.4每小時）连续在水下航行50海里（93）而无需充电。
UB-82号的主武器为五具500毫米艇艏鱼雷发射管，其中艇艏四具采用层叠式布局分居两侧、艇艉一具，并可搭载合共10枚G6型鱼雷。辅助武器则是一门88毫米30倍径速射炮。其标准船员编制为3名军官加31名水兵。

## 服役历史
1917年10月2日，UB-82号在前UB-13和UB-19号艇长、海军上尉瓦尔特·古斯塔夫·贝克尔的指挥下正式入役，随即展开海试。完成海试后，该艇于12月30日被编入北海战区的第五区舰队，并参与了大西洋潜艇战。在三次巡逻期间，UB-82号曾分别抵达奥克尼群岛和赫布里底群岛西岸等地，但未能击沉任何船舶。1918年4月17日，UB-82号在爱尔兰海的55°13′N 5°55′W / 55.217°N 5.917°W处遭两艘英国武装拖网船皮洛特·梅号（Pilot Me）和杨·弗雷德号（Young Fred）共同投掷的深水炸弹所击沉，艇内36名官兵全数阵亡。

## 脚注
1. ↑  Rössler，第55頁.
2. 1 2  Helgason, Guðmundur. . German and Austrian U-boats of World War I - Kaiserliche Marine - Uboat.net.   [2009-02-13].
3. 1 2 3 4 5  Gröner 1991，第25-30頁.
4. 1 2  Helgason, Guðmundur. . German and Austrian U-boats of World War I - Kaiserliche Marine - Uboat.net.   [2015-03-09].
5. ↑  陈进，第239頁.
6. ↑  NARS，第120頁.